# Pelidnota frommeri
Pelidnota frommeri är en skalbaggsart som beskrevs av Hardy 1975. Pelidnota frommeri ingår i släktet Pelidnota och familjen Rutelidae. Inga underarter finns listade i Catalogue of Life.